# Rictichneumon virginicus
Rictichneumon virginicus är en stekelart som först beskrevs av Cresson 1864.  Rictichneumon virginicus ingår i släktet Rictichneumon och familjen brokparasitsteklar. Inga underarter finns listade i Catalogue of Life.